# تأثير إفراغي
التأثير الافراغي أو ما يسمى تأثير مباعد المرمى :هو فرضيه في علاج السرطان المنتشر حيث يحدث فيه انكماش الأورام غير المعالجة بالتزامن مع انكماش الأورام داخل نطاق العلاج الموضعي.
أقترح عام 1953 للإشارة إلى تأثيرات الإشعاع المؤين على مسافه من الحجم المشع ولكن داخل نفس الكائن الحي. 
ارتبط مصطلح التأثير البطني المرتبط مبدئيا بالعلاج الإشعاعي الموضعي للورم المفرد، ليشمل أيضا أنواعا أخرى من العلاجات الموضعيه مثل :الحقن داخل الورم. 
وفي عام 2004 افترض لأول مره أن الجهاز المناعي قد يكون مسؤولا عن هذه التأثيرات المضادة للأورام خارج الهدف وقد أثبتت هذه الفرضيه دراسات مختلفه في النماذج الحيوانيه لسرطان الجلد،  وسرطان الثدي،، وأورام القولون والمستقيم. ، 
وقد تم وصف هذه التأثيرات الباطنية بوساطه مناعيه في المرضى الذين يعانون من سرطان النقيلي. 
حين كانت هذه التقارير نادرة للغاية طوال القرن العشرين فإن الاستخدام السريري للاجسام المضادة لحجب نقاط التفتيش المناعية مثل ipilimumab و pembrolizumab  ادى إلى زيادة كبيرة في عدد المرضى الذين يستجيبون بشكل مطلق في مجموعات مختارة من المرضى مثل اولئك الذين يعانون من سرطان الجلد النقيل. ، 

## الاليات
على غرار ردود الفعل المناعية ضد المستضدات من البكتيريا أو الفيروسات، يتطلب التأثير البطني تحضير الخلايا المناعية ضد مستضدات الأورام.  قد يؤدي التشعيع المحلي لعقدة الورم إلى أشكال مناعية من موت الخلايا السرطانية وتحرير المستضدات المشتقة من الخلايا السرطانية.  يمكن التعرف على هذه المستضدات ومعالجتها من خلال الخلايا المقدمة للمستضد داخل الورم (الخلايا التغصنية والبلاعم).  الخلايا التائية السامة للخلايا التي تتعرف على مستضدات الورم هذه يمكن أن تستعد بدورها من قبل خلايا مستضدات الورم.  على النقيض من التأثير المحلي للإشعاع على الخلايا السرطانية، فإن هذه الخلايا التائية السامة تنتشر عبر مجرى الدم وبالتالي فهي قادرة على تدمير الخلايا السرطانية المتبقية في الأجزاء البعيدة من الجسم التي لم يتم تشعيعها.  وبناءً على ذلك، فقد ثبت أن الزيادة في الخلايا التائية السامة للخلايا الورمية ترتبط باستجابات الأورام المضادة للورم في المرضى .  والعكس صحيح، يتم إلغاء التأثير البطيء بعد استنفاد تجريبي للخلايا التائية في النماذج الحيوانية المختلفة. ، 
غالبًا ما يتم حجب التأثيرات غير القشرية للإشعاع المؤين عن طريق البيئة الدقيقة المثبطة للمناعة داخل الورم المشع الذي يمنع تحضير الخلايا التائية الفعالة.  وهذا ما يفسر سبب ظهور هذا التأثير نادرًا في المرضى الذين يتلقون العلاج الإشعاعي فقط.  على النقيض من ذلك، يمكن أن يؤدي الجمع بين الأدوية المعدلة للمناعة مثل ipilimumab و pembrolizumab إلى إعادة تكوين ردود الفعل المناعية الجهازية المضادة للورم المستحثة جزئيًا بعد العلاج الإشعاعي للورم الموضعي.  المزيج الأمثل من جرعة الإشعاع والتجزئة مع الأدوية المعدلة للمناعة يخضع حاليا لدراسة مكثفة.  في هذا السياق، تم اقتراح أن الجرعات الإشعاعية فوق 10 إلى 12 رمادي قد تكون غير فعالة في إحداث أشكال مناعية من موت الخلايا.   ومع ذلك، لا يوجد حتى الآن توافق في الآراء بشأن نظام الإشعاع الأمثل المطلوب لزيادة فرصة انحدار الورم البطني.